# Montjoux
Montjoux település Franciaországban, Drôme megyében. Lakosainak száma 322 fő (2022. január 1.). Montjoux Dieulefit, Le Pègue, Roche-Saint-Secret-Béconne, Teyssières és Vesc községekkel határos.

## Népesség
A település népességének változása:
| Lakosok száma | 158  | 229  | 252  | 310  | 344  | 345  | 332  | 332  | 333  | 322  |
|               | 1968 | 1982 | 1990 | 2006 | 2013 | 2015 | 2017 | 2019 | 2020 | 2022 |